# Sampson Harrison
Cnel. Sampson Harrison (Villarrica, 10 de julio de 1898 - Asunción, 1975) fue un  fue un militar paraguayo, que luchó  en la Guerra del Chaco (1932-1935) y presidente de la Asociación Paraguaya de Futbol (APF)

## Biografía
Antonio Sampson Harrison Codas nació en Villarrica el 10 de julio de 1898 hijo del estadounidense Guillermo Harrison y de la villarriqueña Juana Constancia Codas Insfran.
Sus primeros años de educación lo llevó en el Colegio Nacional de Villarrica y después en Asunción. Atento a su vocación de las armas, ingresó como Cadete en la Armada Nacional, el 13 de mayo de 1916, a la edad de 18 años y en 1917 es designado a prestar servicios como Aspirante a Oficial de Administración en el Departamento de Administración Militar, el 27 de mayo de 1922, bajó con su Unidad a la ciudad de Paraguarí, para plegarse a la 2° Zona del Coronel Adolfo Chirife, que se había sublevado contra el gobierno provisional del Doctor Eusebio Ayala. El Teniente Harrison se negó entonces a acompañar a las tropas sublevadas, por lo cual su Jefe lo hizo apresar. 
Derrotadas las tropas revolucionarias en el ataque a la Asunción, y perseguidas por las fuerzas del Gobierno, el Teniente Sampson Harrison escapó de sus captores en Villarrica y se presentó al comando gubernista, que lo nombró Ayudante de la Intendencia en Campaña, puesto que desempeñó hasta el 29 de diciembre de 1922, para luego hacerse cargo, por orden del Comando del Destacamento, como Intendente del Departamento Norte, al servicio de las fuerzas gubernistas. El 16 de agosto de 1923, fue comisionado a perfeccionar sus conocimientos en el Ejército de Chile, donde se incorporó a la Administración de la Caja del Regimiento de Caballería N° 2 “Cazadores del General Baquedano”, Unidad en la que siguió el curso dictado por el Jefe de la 2° Sección del Departamento Administrativo. De allí pasó a seguir un curso destinado a Oficiales de Administración exclusivamente, para luego inscribirse en un Curso de Oficiales de Intendencia en el Instituto Comercial de Santiago, donde recibió la elevada calificación 8.
Con esto, terminó el Teniente Harrison su misión de estudios en las instituciones armadas de Chile, cuyo Gobierno, atendiendo a su comportamiento ejemplar, le otorgó la condecoración “Medalla al Mérito”, en el grado de Caballero. 
De regreso al país en 1926, fue nombrado Ayudante General del Departamento de Administración Militar. En 1927 fue comisionado al Chaco donde conoció el terreno que sería el Teatro de Operaciones, hasta febrero de 1929. Al año siguiente ocupó la Jefatura del Departamento de Administración hasta abril de 1932 y en agosto de ese año se le nombra Cuartel Maestre del Ejército en Campaña.
En noviembre del 1932 se le designa Intendente del Primer Cuerpo de Ejército y posteriormente Cuartel Maestre del Segundo Cuerpo de Ejército hasta el 2 de mayo del 1933 en el que asume nuevamente, en reemplazo del Cnel FRUCTUOSO VALDEZ, como Jefe del Departamento de Administración Militar, cargo que ocupó hasta febrero del 36, y posteriormente, en el mismo puesto, desde noviembre de 1937 hasta diciembre de 1940.
Pasó a retiro definitivo en mayo de 1950. Recibió la Condecoración “Cruz del Defensor” el 15 de setiembre de 1936 y el 11 de octubre del mismo año la “Cruz del Chaco al Valor Militar”.
En 1940 asume como presidente de la APF.

### ASCENSOS MILITARES
- A Teniente 2° de Administración en comisión, el 8 de abril de 1918
- A Teniente 2° de Administración efectivo, el 13 de noviembre de 1922
- A Teniente 1° de Administración, el 1° de setiembre de 1925
- A Capitán de Administración, el 12 de marzo de 1929
- A Mayor de Intendencia, el 15 de mayo de 1933
- A Teniente Coronel de Intendencia, el 7 de enero de 1935 (por méritos especiales de servicio)
- A Coronel de Intendencia, el 23 de febrero de 1940 (por méritos de servicio en la Guerra del Chaco)